# Freocrossotus meridionalis
Freocrossotus meridionalis är en skalbaggsart som beskrevs av Stefan von Breuning 1977. Freocrossotus meridionalis ingår i släktet Freocrossotus och familjen långhorningar. Inga underarter finns listade i Catalogue of Life.